# Busto do almirante Tamandaré
O Busto de Almirante Tamandaré é um monumento em homenagem ao patrono da Marinha do Brasil Joaquim Marques Lisboa, Marquês de Tamandaré na cidade de Porto Alegre. O busto está localizado em cima de um pedestal em frente o Monumento ao Expedicionário no parque Farroupilha. Ao seu lado também estão os bustos de Santos Dumont, Duque de Caixas e Mascarenhas de Moraes.

## Homenageado
Joaquim Marques Lisboa o Marquês de Tamandaré, foi um nobre e militar da Armada Imperial Brasileira. Nasceu na cidade de Rio Grande do Rio Grande do Sul em 13 de dezembro de 1807 e iniciou jovem na vida militar, onde chegou ao posto de almirante com seus quase 60 anos de carreira militar.
Durante a sua vida participou de diversos conflitos importantes para o Brasil como:
- Independência do Brasil
- Guerra da Cisplatina
- Guerra do Prata
- Revolução Farroupilha
- Guerra do Uruguai
- Guerra do Paraguai.

Acabou falecendo no dia de 20 de março de 1897 na cidade do Rio de Janeiro.

## Composição e revitalização
O busto é composto por uma liga metálica e foi fabricado e inaugurado no ano de 1974, entre os bustos apresentados, apresenta pouco interesse em depredações tendo em vista que o mesmo não é considerado uma personalidade polêmica. O busto já teve sua placa de identificação furtada mais de uma vez durante os anos expostos no parque.